# Francisco Valdés
Francisco Segundo Valdés Muñoz (Santiago del Cile, 19 marzo 1943 – 10 agosto 2009) è stato un allenatore di calcio e calciatore cileno, di ruolo centrocampista.

## Carriera
Ha partecipato al Campionato mondiale di calcio nel 1966 e 1974.